# 四つ木
四つ木（よつぎ）は、東京都葛飾区の地名。住居表示実施済み。現行行政地名は四つ木一丁目から四つ木五丁目。

## 地理
葛飾区西部にあり、南方に東四つ木が隣接している。京成押上線の四ツ木駅や葛飾郵便局のある付近を中心とした生活エリアをまとめて四つ木地域として捉えることもある。これは行政上の町名でいうと四つ木及び東四つ木にほぼ相当する。また現在でも住宅地の中に鍍金工場などの中小工場が点在する住工混在地域である。
荒川東岸に位置し、対岸は墨田区になる。町域は四つ木五丁目を除けば、東端を南北に走る平和橋通りと荒川に挟まれた方形の土地であり、北は堀切、南は東四つ木にそれぞれ接している。四つ木五丁目は平和橋通りの東、国道6号と曳舟川（葛西用水）に挟まれた楔形の土地である。東にある立石とは地理的にも歴史的にも近い関係にある。四つ木五丁目の北は白鳥と接する。
四つ木出入口の約400m南に京成押上線の四ツ木駅がある。四ツ木駅の南側には渋江商店街、北側にはまいろーど四つ木商店街がある。
まいろーど四つ木商店街の中間点付近に葛西清重の邸宅跡といわれる西光寺があり、その西隣には清重の墳墓もある。商店街の終点付近は平和橋通りに達しており、周辺に葛飾郵便局、イトーヨーカドー四つ木店がある。

### 地価
住宅地の地価は、2025年（令和7年）1月1日の公示地価によれば、四つ木4-4-4の地点で32万円/m2となっている。

## 歴史
現在の四ツ木駅以南はかつて渋江（しぶえ）と呼ばれており、こちらは室町時代の「下総国葛西御厨注文」にさかのぼることができる。
江戸時代、この地は農村地帯であったが、本所上水（曳舟川・葛西用水）と綾瀬川が交差する水郷地域であったので舟運も利用でき、曳舟の始点はこの地域にあった。江戸から近かったこともあり、西光寺、客人（まろうど）大権現（現・渋江白髭神社）、木下川薬師（青竜山薬王院浄光寺）などに参詣したり、更に柴又帝釈天などへの小旅行をする人々もいたようである。
明治に入ると、周辺地域とともに当初は小菅県、次いで東京府に属することになったが、明治22年（1889年）の市制町村制施行により立石村（のち本田町）に組み込まれることになった。明治24年（1891年）には、堀切にある菖蒲園と同様の施設、吉野園が開園した。（現・四ツ木中学校、昭和10年代に閉園。）
大正元年（1912年）、京成電気軌道が開通し、四ツ木駅が開設される。当初、現在とルートは異なっており現在のまいろーど四つ木の東側の道路上を走っていた。
大正3年（1914年）、本田渋江町に千種セルロイド工場が操業開始したのを皮切りに、大正4年 (1915年)に日本製紐が四ツ木275に、大正13年 (1924年)に大和護謨が渋江500に第2工場を開設するなどこの頃四つ木周辺には工場が集まってきた。
戦後、昭和27年（1952年）に新たに四ツ木橋が架橋され、都市化の波が押し寄せる。昭和58年（1983年）には四つ木出入口が開通した。そのような中、地域の沼地や曳舟川は埋め立てられ、一部の水路は暗渠化していったが
、平成元年（1989年）曳舟川のあとをフィールドミュージアムとして活用する計画が始まり、この曳舟川親水公園は平成12年（2000年）にほぼ完成をみた。
1970年（昭和45年）3月20日、四つ木2丁目の国道6号上の水道工事現場で水道管が破損。ゼロメートル地帯であったこともあり周囲が瞬く間に冠水、床上浸水約50戸、床下浸水約150戸の被害。

### 地名の由来
「四つ木」の名の起こりには、地域に大木が4本あったという説、源頼朝が地域を通過したのが四ツ過ぎだったという説、西光寺の聖徳太子像が四本の木を組み合わせて作られていることに由来するという説、貴人の世継ぎが住んでいたという説、古代の官道の通過点で交通の要所であり、四辻があったという説など様々あるが実際のところははっきりしない。確実なのは江戸時代はじめに、「四ツ木新田村」が周辺から分かれてこの地に起こったということである。「四つ木」の表記は、1964年（昭和39年）、住居表示の実施にあわせて「四ツ木」、「四木」などの候補の中から新たに選定されたものである。

## 世帯数と人口
2023年（令和5年）1月1日現在（東京都発表）の世帯数と人口は以下の通りである。
| 丁目         | 世帯数    | 人口     |
| ------------ | --------- | -------- |
| 四つ木一丁目 | 1,477世帯 | 2,640人  |
| 四つ木二丁目 | 1,255世帯 | 2,243人  |
| 四つ木三丁目 | 1,245世帯 | 2,211人  |
| 四つ木四丁目 | 1,897世帯 | 3,818人  |
| 四つ木五丁目 | 1,293世帯 | 2,487人  |
| 計           | 7,167世帯 | 13,399人 |

### 人口の変遷
国勢調査による人口の推移。
| 年                 | 人口   |
| ------------------ | ------ |
| 1995年（平成7年）  | 11,767 |
| 2000年（平成12年） | 11,583 |
| 2005年（平成17年） | 12,497 |
| 2010年（平成22年） | 12,862 |
| 2015年（平成27年） | 12,505 |
| 2020年（令和2年）  | 12,798 |

### 世帯数の変遷
国勢調査による世帯数の推移。
| 年                 | 世帯数 |
| ------------------ | ------ |
| 1995年（平成7年）  | 4,439  |
| 2000年（平成12年） | 4,580  |
| 2005年（平成17年） | 5,030  |
| 2010年（平成22年） | 5,509  |
| 2015年（平成27年） | 5,590  |
| 2020年（令和2年）  | 6,104  |

## 学区
区立小・中学校に通う場合、学区は以下の通りとなる（2021年4月時点）。
| 丁目         | 番地              | 小学校               | 中学校               |
| ------------ | ----------------- | -------------------- | -------------------- |
| 四つ木一丁目 | 全域              | 葛飾区立よつぎ小学校 | 葛飾区立四ツ木中学校 |
| 四つ木二丁目 | 全域              | 葛飾区立よつぎ小学校 | 葛飾区立四ツ木中学校 |
| 四つ木三丁目 | 1～18番           | 葛飾区立よつぎ小学校 | 葛飾区立四ツ木中学校 |
| 四つ木三丁目 | 19〜20番          | 葛飾区立綾南小学校   | 葛飾区立四ツ木中学校 |
| 四つ木四丁目 | 14～20番 29～30番 | 葛飾区立綾南小学校   | 葛飾区立四ツ木中学校 |
| 四つ木四丁目 | 1〜13番 21〜28番  | 葛飾区立よつぎ小学校 | 葛飾区立四ツ木中学校 |
| 四つ木五丁目 | 全域              | 葛飾区立宝木塚小学校 | 葛飾区立大道中学校   |

## 事業所
2021年（令和3年）現在の経済センサス調査による事業所数と従業員数は以下の通りである。
| 丁目         | 事業所数  | 従業員数 |
| ------------ | --------- | -------- |
| 四つ木一丁目 | 121事業所 | 589人    |
| 四つ木二丁目 | 96事業所  | 1,109人  |
| 四つ木三丁目 | 85事業所  | 601人    |
| 四つ木四丁目 | 134事業所 | 725人    |
| 四つ木五丁目 | 118事業所 | 2,373人  |
| 計           | 554事業所 | 5,397人  |

### 事業者数の変遷
経済センサスによる事業所数の推移。
| 年                 | 事業者数 |
| ------------------ | -------- |
| 2016年（平成28年） | 643      |
| 2021年（令和3年）  | 554      |

### 従業員数の変遷
経済センサスによる従業員数の推移。
| 年                 | 従業員数 |
| ------------------ | -------- |
| 2016年（平成28年） | 5,522    |
| 2021年（令和3年）  | 5,397    |

## 交通
首都高速道路の四つ木出入口や国道6号の四ツ木橋がある陸上交通の要所である。

### 鉄道
- 京成電鉄
  - 京成押上線：四ツ木駅

四つ木五丁目の一部の最寄駅は京成本線お花茶屋駅になる。

### 道路・橋梁
道路は国道6号が町域の中央を東西に通り、西端の四ツ木橋の上を首都高速中央環状線が立体交差していて、そこに四つ木出入口が設けられている。
- 首都高速中央環状線
- 国道6号（水戸街道）
  - 北方面 - 松戸・柏・我孫子・取手・土浦・石岡・水戸
  - 南方面 - 向島・浅草・日本橋
- 東京都道308号千住小松川葛西沖線（平和橋通り）
- 東京都道450号新荒川葛西堤防線
- 四ツ木橋
- 新四ツ木橋

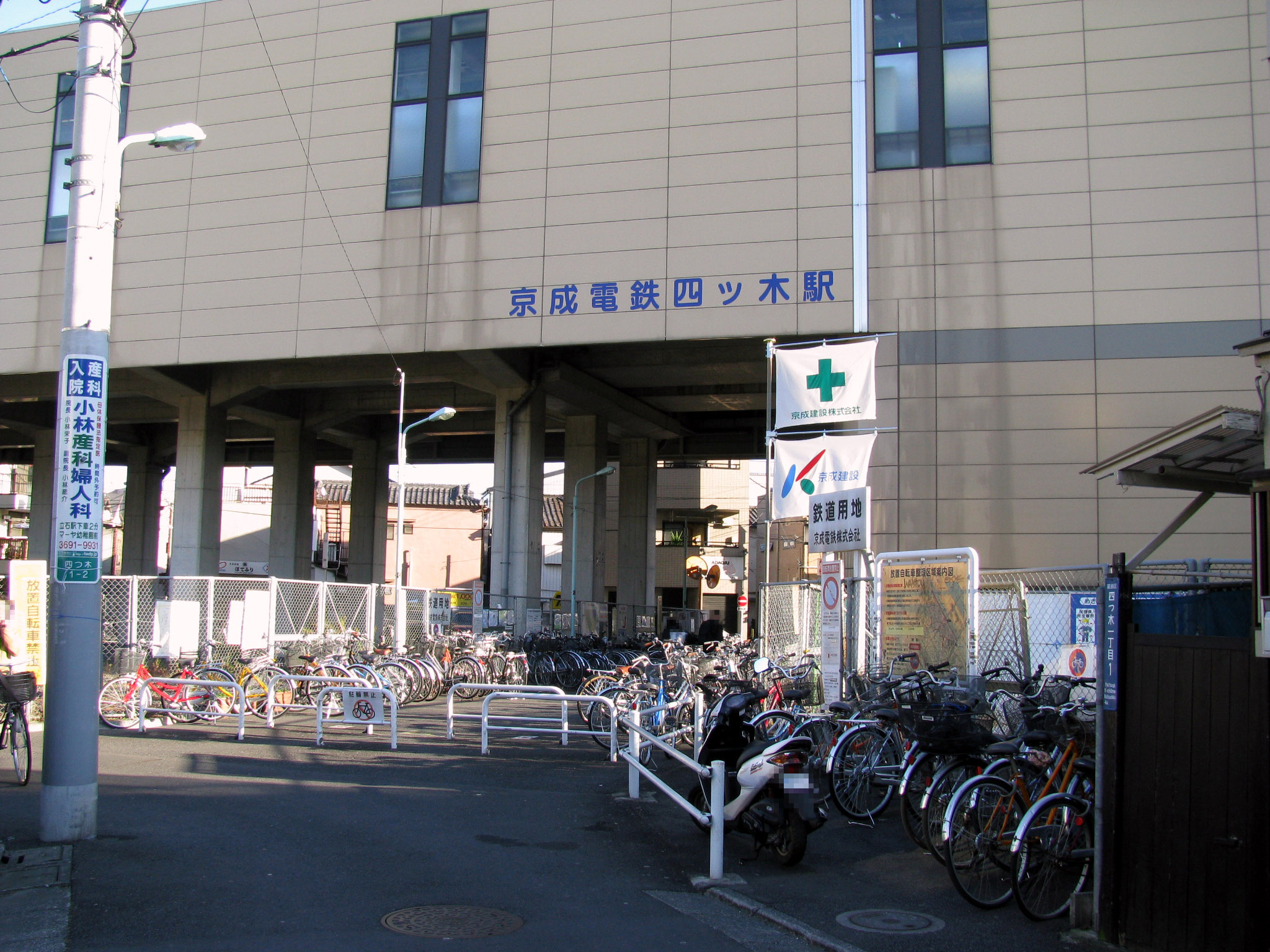
四ツ木駅
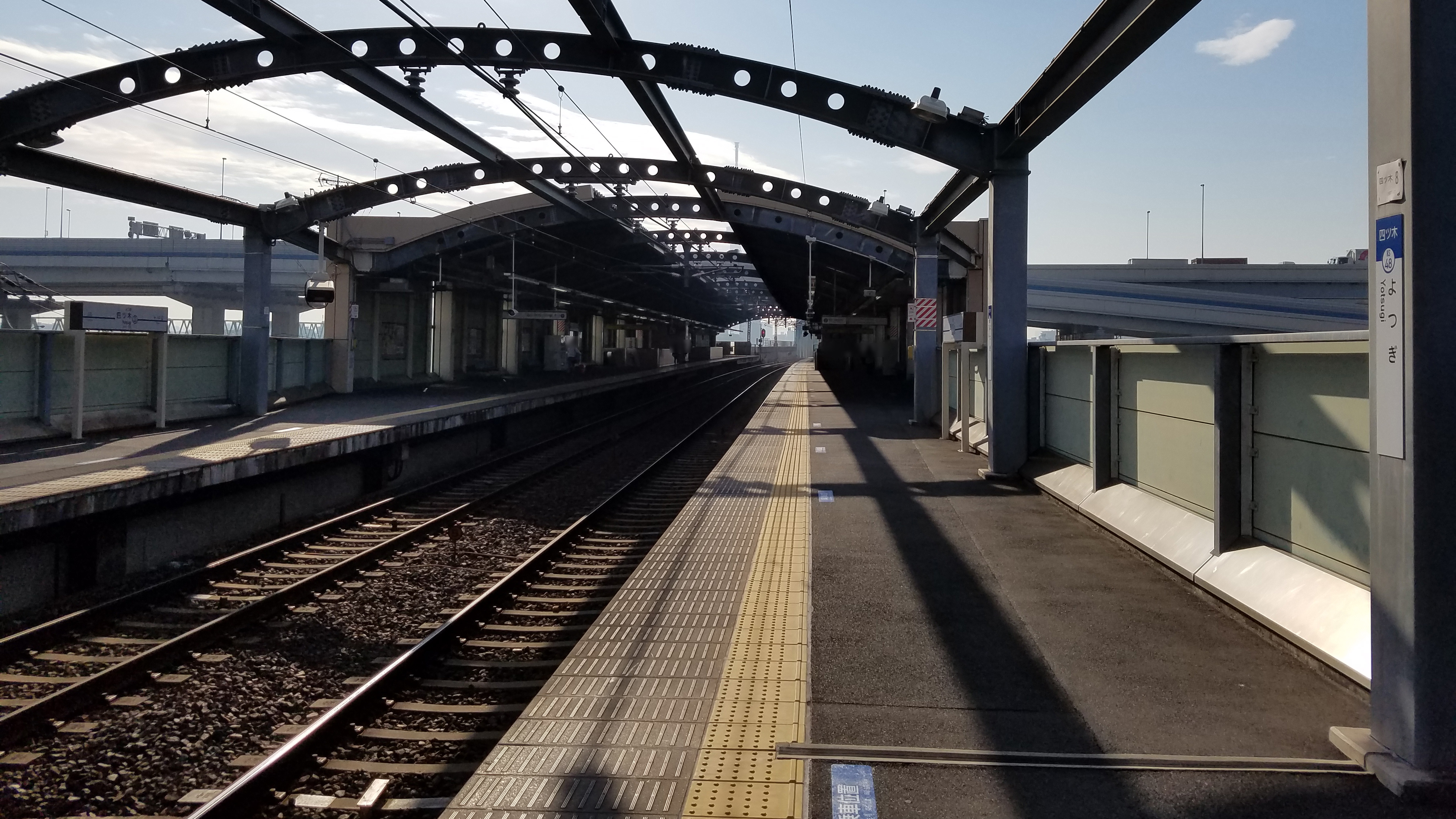
四ツ木駅ホーム
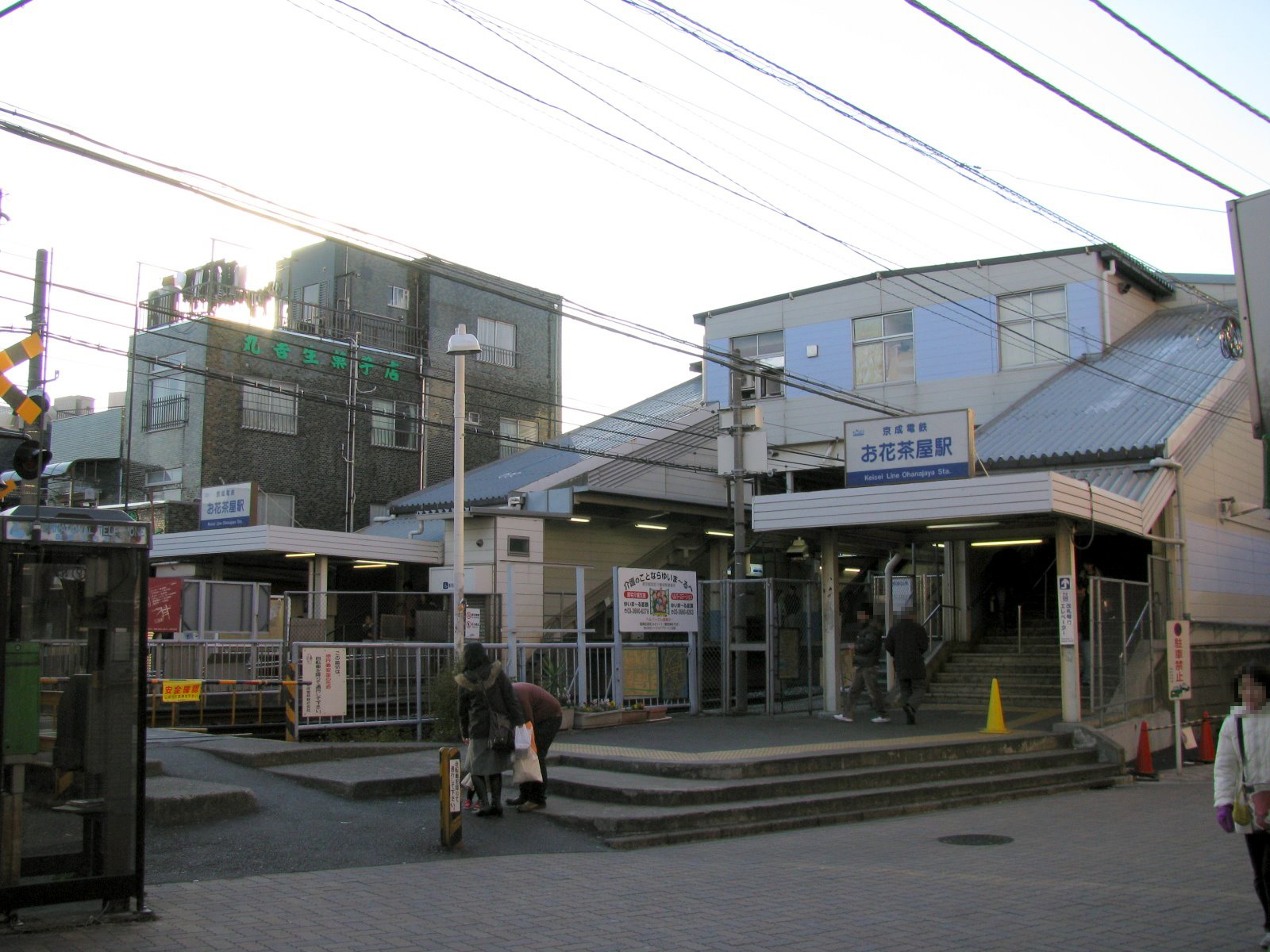
お花茶屋駅
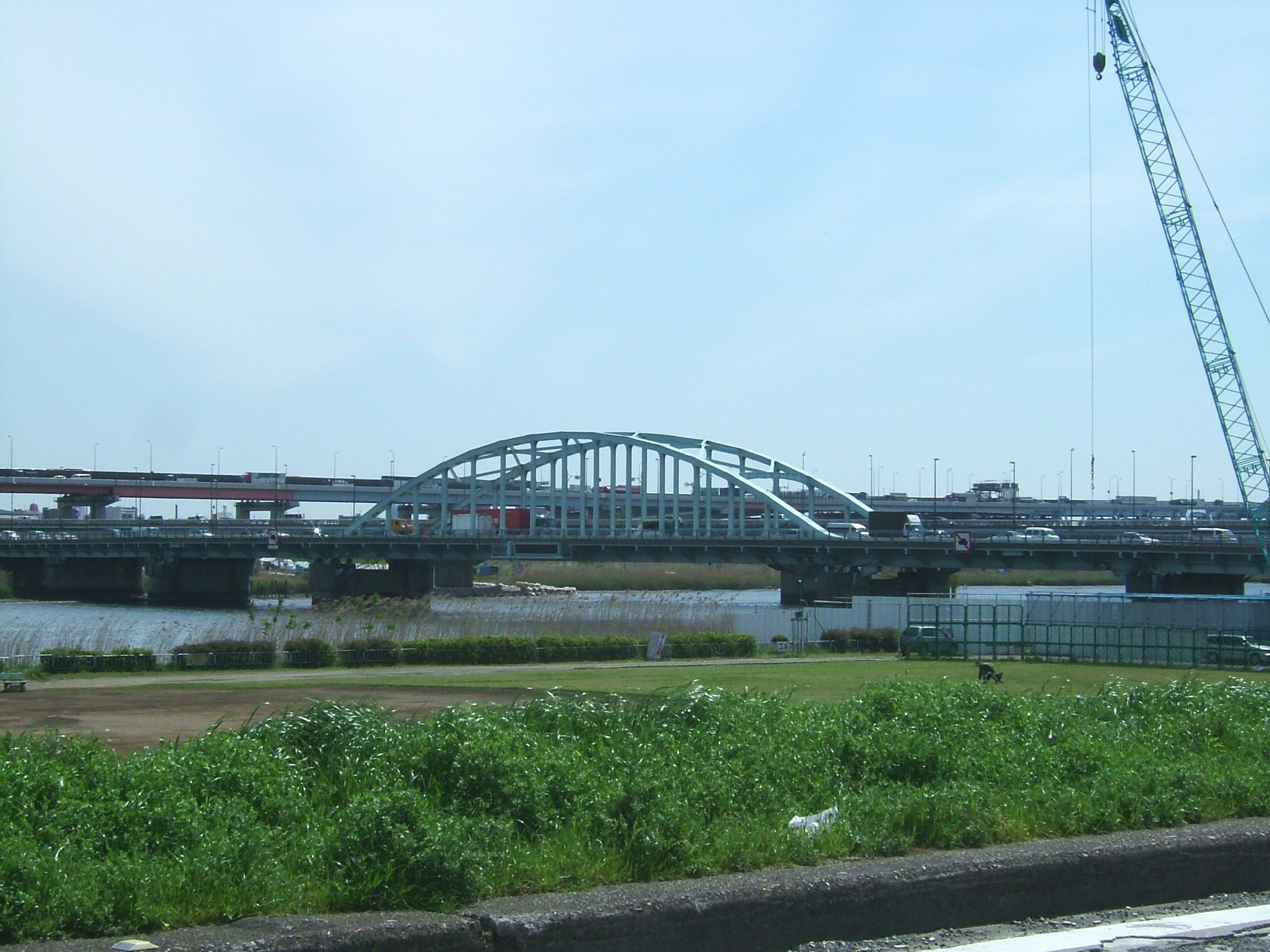
四ツ木橋
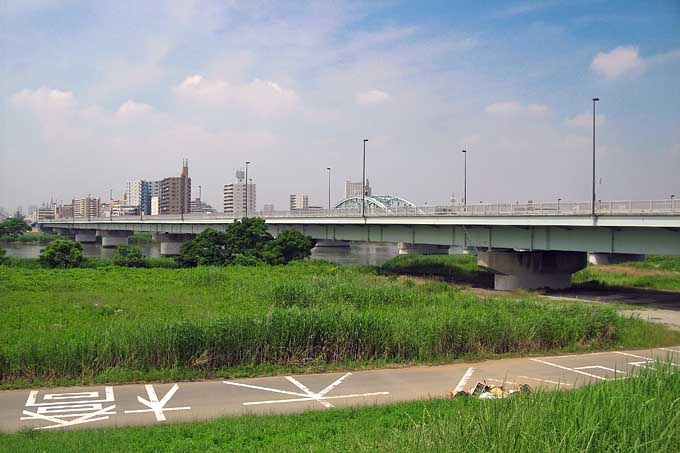
新四ツ木橋
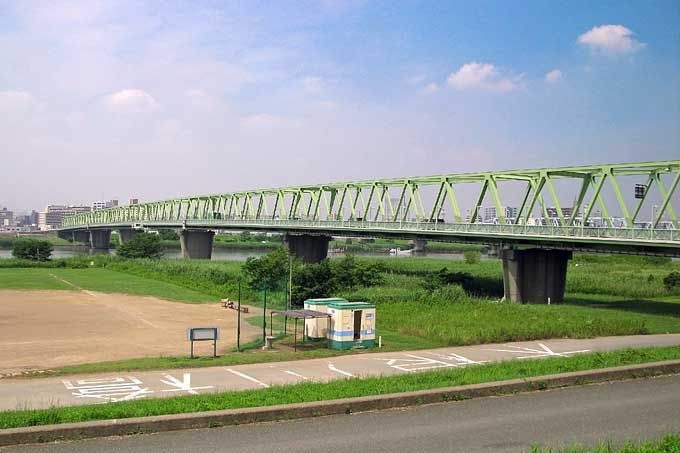
木根川橋

## 施設

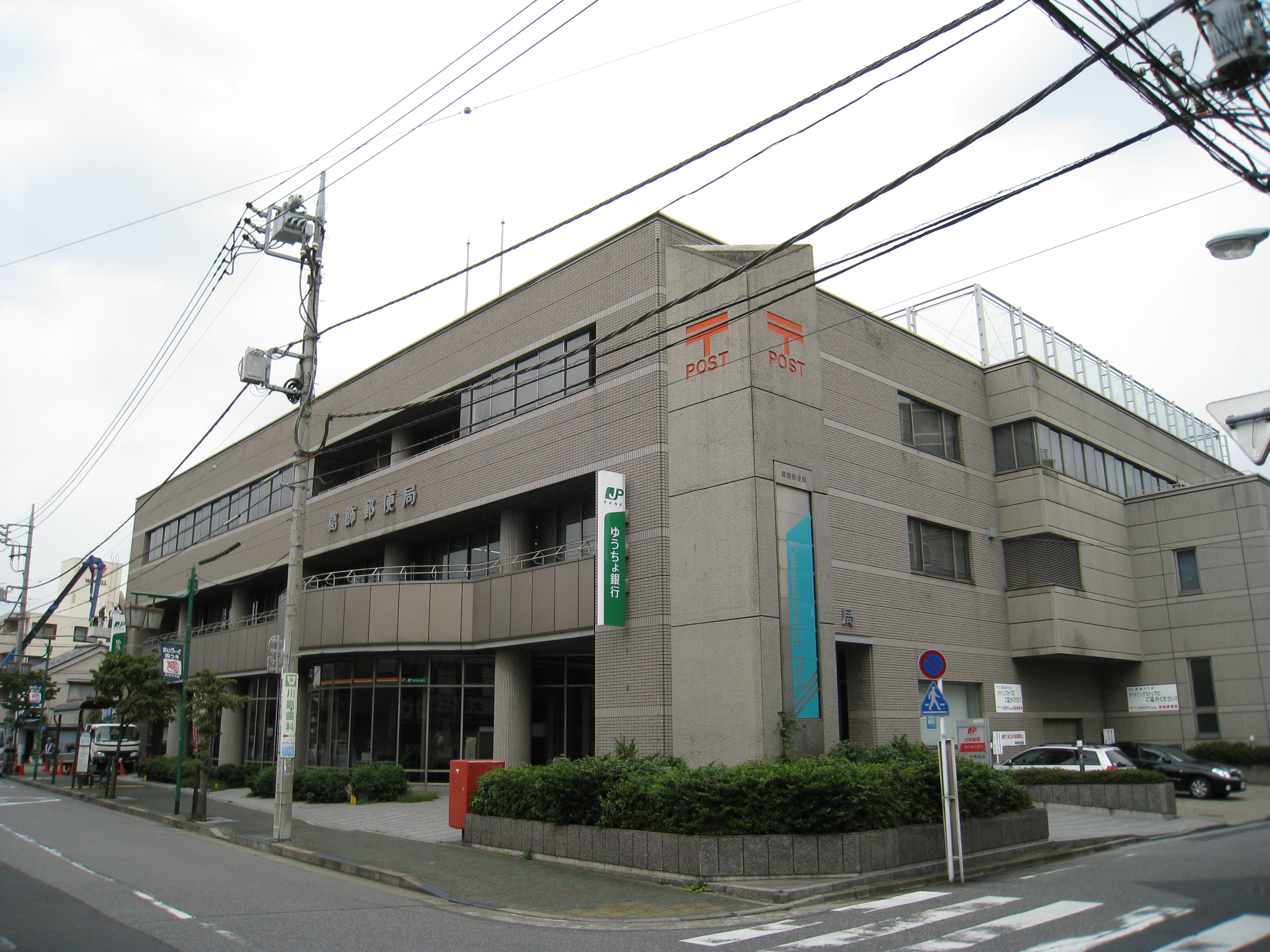
葛飾郵便局

教育
- 区立よつぎ小学校（四つ木四丁目）
- 区立四ツ木中学校（四つ木四丁目）
- 区立大道中学校（四つ木五丁目）

銀行・郵便局
- 葛飾郵便局（四つ木二丁目28番）

警察署

四つ木つばさ公園の大空翼像

- 葛飾警察署（立石二丁目7番）四ツ木駅より徒歩約15分

その他
- イトーヨーカドー四つ木店（四つ木二丁目21番）
- 葛飾鍍金工場アパート協同組合（四つ木五丁目6番）
- 華屋与兵衛四つ木店（立石二丁目11番）
- 四ツ木斎場（白鳥二丁目9番）お花茶屋駅が近い。四つ木から離れている。
- 四つ木つばさ公園（四つ木一丁目22番3号）
- 四つ木公園（四つ木一丁目16番24号）
- めだかの小道（四つ木二丁目3番3号）「身近な水辺再生事業「四つ木めだかの小道」で1999年に手づくり郷土賞受賞

- 葛飾郵便局

## 史跡・寺社
- 西光寺 (渋江西光寺)（四つ木一丁目25番8号）葛西清重旧跡
- 渋江白髭神社（東四つ木四丁目36番18号）
- 浄光寺（木下川薬師）（東四つ木一丁目5番9号）
- 若宮八幡神社（四つ木三丁目10番1号）
- 慈眼院（四つ木四丁目19番33号）
- 正行寺（四つ木五丁目15番21号）
- 四つ木白髭神社（四つ木二丁目18番11号）社務所の建物は昭和20年代に「葛飾区役所第一出張所」初代庁舎として使われていた歴史がある。[20]
- 善福院（四つ木三丁目4番29号）

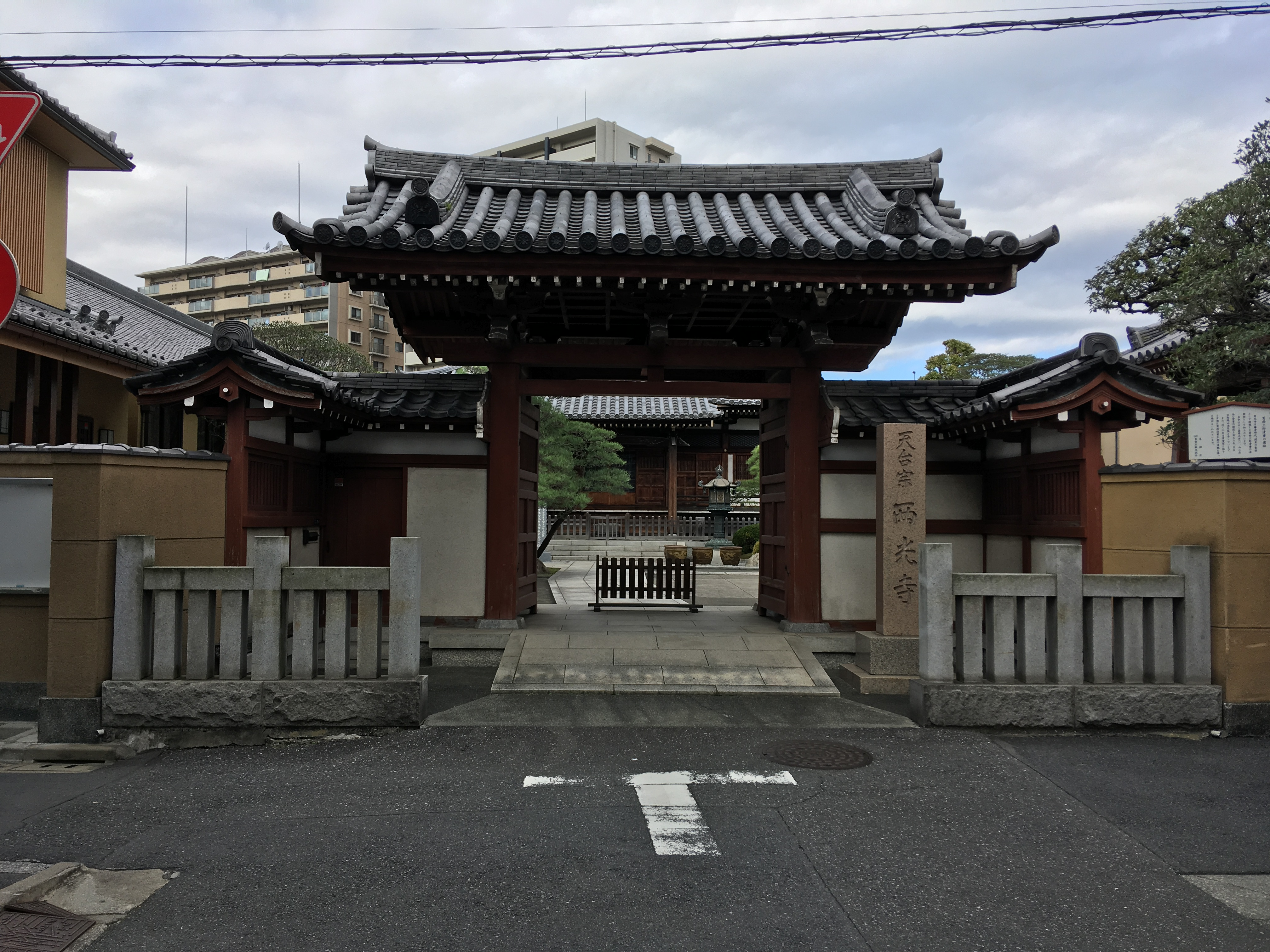
渋江西光寺
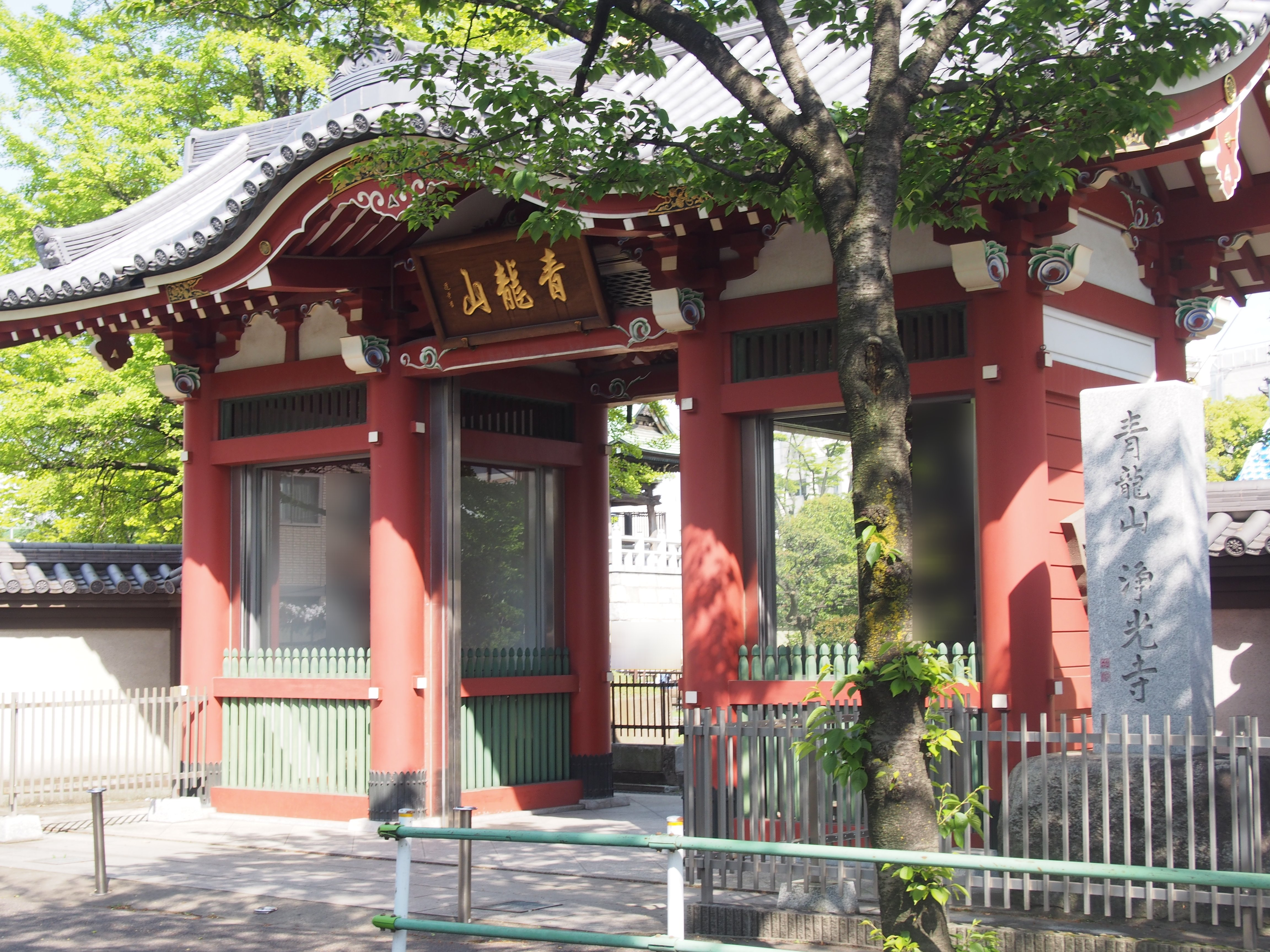
木下川薬師

## その他

### 日本郵便
- 郵便番号 : 124-0011[3]（集配局 : 葛飾郵便局[21]）。